# Список станций Тбилисского метрополитена
Это список станций Тбилисского метрополитена — системы линий метрополитена в Тбилиси, Грузия.

## Линии и станции

### Ахметели-Варкетилская линия(груз.ახმეტელი-ვარკეთილის ხაზი)
- «Ахметелис театри» (груз. ახმეტელის თეატრი — Театр Ахметели), бывшая «Глдани» (груз. გლდანი)

открыта 7 января 1989 года
колонная, глубокого заложения.
- «Сараджишвили» (груз. სარაჯიშვილი), бывшая «Гурамишвили» (груз. გურამიშვილი)

открыта 7 января 1989 года
колонная, глубокого заложения.
- «Гурамишвили» (груз. გურამიშვილი), бывшая «ТЭМКА» (груз. თემქა — ТЭВЗ)

открыта 16 ноября 1985 года
односводчатая, глубокого заложения.
- «Грмагеле» (груз. ღრმაღელე)

открыта 28 ноября 1985 года
односводчатая, глубокого заложения.
- «Дидубе» (груз. დიდუბე)

открыта 11 января 1966 года
наземная, открытая.
- «Гоциридзе» (груз. გოცირიძე, до 2011 года «Электродепо» — груз. ელექტროდეპო). Раньше название «Виктор Гоциридзе» носила станция «Делиси» на другой линии.

открыта 11 января 1966 года
наземная, открытая.
- «Надзаладеви» (груз. ნაძალადევი), бывшая «Октомбери» (груз. ოქტომბერი — Октябрьская)

открыта 11 января 1966 года
пилонная, глубокого заложения.
- «Садгурис моедани-1» (груз. სადგურის მოედანი), бывшая «Вагзлис моедани» (груз. ვაგზლის მოედანი— оба названия переводятся как «Вокзальная площадь»

открыта 11 января 1966 года
пересадка на одноимённую станцию Сабурталинской линии.
пилонная, глубокого заложения.
- «Марджанишвили» (груз. მარჯანიშვილი)

открыта 11 января 1966 года
пилонная, глубокого заложения.
- «Руставели» (груз. რუსთაველი)

открыта 11 января 1966 года
колонная, глубокого заложения.
- «Тависуплебис моедани» (груз. თავისუფლების მოედანი — Площадь Свободы), бывшая «Ленинис моедани» (груз. ლენინის მოედანი — Площадь Ленина)

открыта 6 ноября 1967 года
колонная, глубокого заложения.
- «Авлабари» (груз. ავლაბარი), бывшая «26 Комисари» (груз. 26 კომისარი — 26 Комиссаров)

открыта 6 ноября 1967 года
пилонная, глубокого заложения.
- «300 Арагвели» (груз. 300 არაგველი — 300 Арагвинцев)

открыта 6 ноября 1967 года
пилонная, глубокого заложения.
- «Исани» (груз. ისანი)

открыта 5 мая 1971 года
колонная, глубокого заложения.
- «Самгори» (груз. სამგორი)

открыта 5 мая 1971 года
колонная, мелкого заложения.
- «Варкетили» (груз. ვარკეთილი)

открыта 9 ноября 1985 года
односводчатая, глубокого заложения.

### Сабурталинская линия(груз.საბურთალოს ხაზი)
- «Садгурис моедани-2» (груз. სადგურის მოედანი), бывшая «Вагзлис моедани» (груз. ვაგზლის მოედანი — оба названия переводятся как «Вокзальная площадь»

открыта 15 сентября 1979 года
пересадка на одноимённую станцию Ахметели-Варкетилской линии
односводчатая, глубокого заложения.
- «Церетели» (груз. წერეთელი), ранее полностью официальное название было «Церетлис гамзири» (груз. წერეთლის გამზირი — Проспект Церетели)

открыта 15 сентября 1979 года
колонная, глубокого заложения.
- «Текникури университети» (груз. ტექნიკური უნივერსიტეტი — Технический университет, бывшая «Политекникури» — Политехническая)

открыта 15 сентября 1979 года
односводчатая, глубокого заложения.
- «Самедицино университети» (груз. სამედიცინო უნივერსიტეტი — Медицинский университет), бывшая «Комкавшири» (груз. კომკავშირი — Комсомольская)

открыта 15 сентября 1979 года
колонная, мелкого заложения.
- «Делиси» (груз. დელისი), в период 1995—2007 называлась «Виктор Гоциридзе» (груз. ვიქტორ გოცირიძე; с 2011 года имя В. Д. Гоциридзе носит бывшая станция «Электродепо»)

открыта 15 сентября 1979 года
односводчатая, мелкого заложения.
- «Важа-Пшавела» (груз.  ვაჟა-ფშაველა), во время строительства называлась «Бахтриони» (груз. ბახტრიონი)

открыта 2 апреля 2000 года
колонная, мелкого заложения.
- «Государственный университе́т» (груз. სახელმწიფო უნივერსიტეტი)

открыта 16 октября 2017 года
односводчатая, глубокого заложения.